# Bandido (Myke Towers e Juhn)
Bandido è un singolo dei rapper portoricani Myke Towers e Juhn, pubblicato il 10 dicembre 2020 come primo estratto dal primo EP di Myke Towers Para mi ex.

## Video musicale
Il video musicale, diretto da Squid, è stato reso disponibile l'11 dicembre 2020.

## Tracce
Testi e musiche di Myke Towers e Juhn.
1. Bandido – 3:52

## Formazione
- Myke Towers – voce
- Juhn – voce
- Santana – produzione

## Successo commerciale
Bandido ha raggiunto la 7ª posizione della Hot Latin Songs statunitense nella pubblicazione del 23 gennaio 2021, dove è divenuta la sesta top ten di Towers e la prima di Juhn. Nella medesima settimana ha accumulato 4,1 milioni di stream, segnando un incremento di tali riproduzioni del 36% rispetto alla pubblicazione precedente, ed ha ottenuto circa 2 milioni di ascoltatori radiofonici.

## Classifiche

### Classifiche settimanali
| Classifica (2021-22)  | Posizione massima |
| --------------------- | ----------------- |
| Argentina             | 1                 |
| Colombia              | 1                 |
| Costa Rica            | 1                 |
| El Salvador           | 1                 |
| Messico               | 3                 |
| Paraguay              | 88                |
| Perù                  | 1                 |
| Repubblica Dominicana | 1                 |
| Spagna                | 1                 |
| Stati Uniti           | 82                |

### Classifiche di fine anno
| Classifica (2021) | Posizione |
| ----------------- | --------- |
| El Salvador       | 3         |
| Spagna            | 14        |
| Uruguay           | 3         |